# Socijalna geografija
Socijalna geografija proučava kako društvo utječe na geografska obilježja i kako faktori okoline utječu na društvo. Pitanja u području socijalne geografije mogu uključivati proučavanje ruralnog ili urbanog egzodusa te proizvode li niskorastući razvoji različiti tip dnevnog života nego što to čine utvrđeni blokovi.

## Poveznice
- U SST
- Urbana geografija